# Encrasicholina devisi
Encrasicholina devisi är en fiskart som först beskrevs av Whitley, 1940.  Encrasicholina devisi ingår i släktet Encrasicholina och familjen Engraulidae. Inga underarter finns listade i Catalogue of Life.